# Palazzo Carafa di Maddaloni

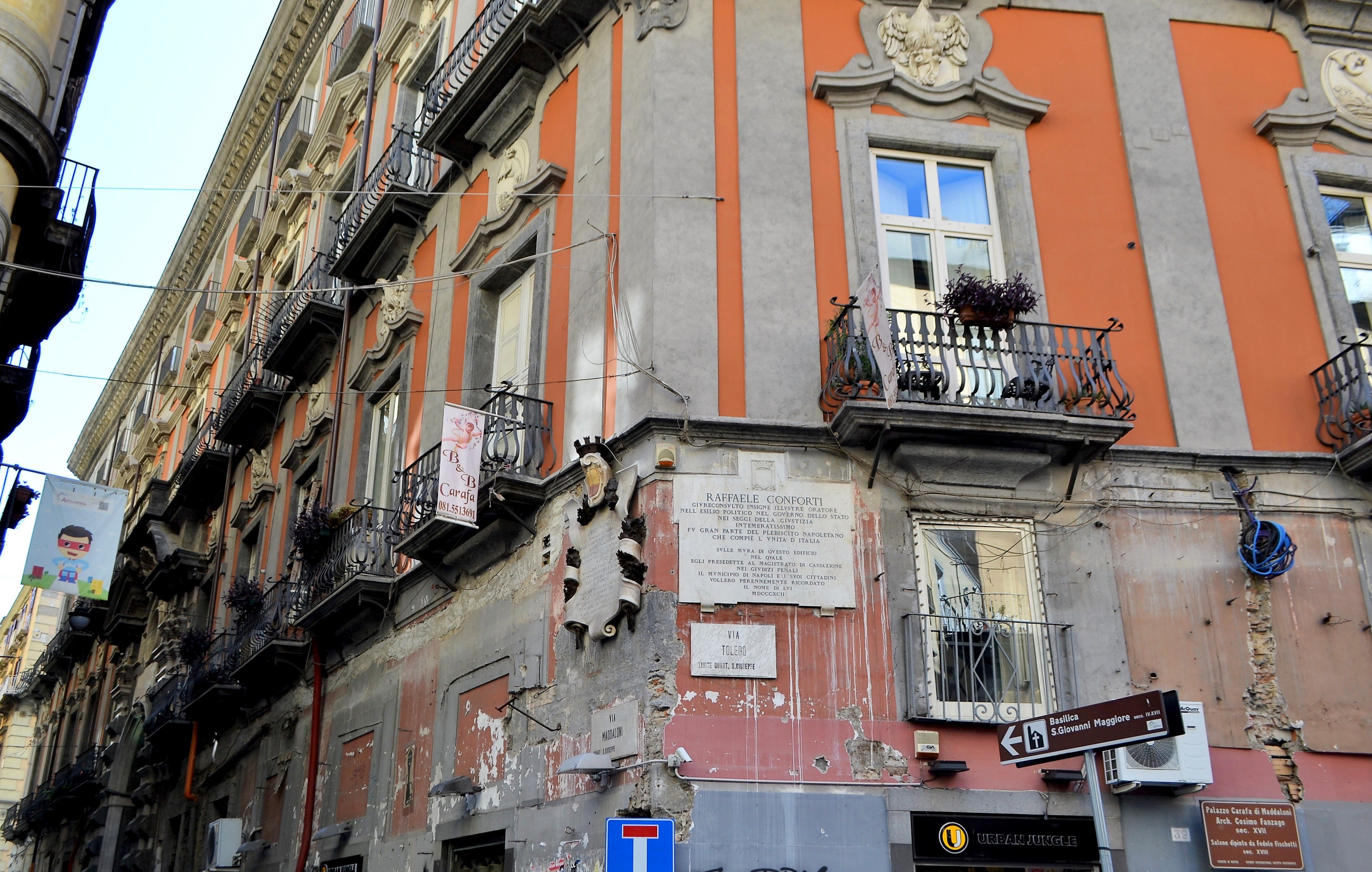
Palazzo Carafa di Maddaloni in Neapel: Hauptfassade zur Via Maddaloni.

Der Palazzo Carafa di Maddaloni (früher Palazzo D’Avalos) ist ein Barockpalast aus dem 16. Jahrhundert im Viertel San Giuseppe in Neapel in der italienischen Region Kampanien. Er liegt in der Via Maddaloni, 6.

## Geschichte
Das Gebäude wurde 1580 im Auftrag von Cesare d’Avalos, Markgraf des Königreichs Aragón, errichtet. Dieser hatte gegen Erbzins ein Grundstück erhalten, das dem Herzog Camillo Pignatelli von Monteleone gehörte und Biancomangiare genannt wurde. In einem Kaufvertrag über ein Grundstück vom 8. Januar 1582 wurde die Grenzen des Gartens des Konvents der Olivetaner der benachbarten Kirche Sant’Anna dei Lombardi und des Palastes bezeichnet, wogegen der Markgraf im April desselben Jahres, als die Bauarbeiten vorangeschritten waren, von den Mönchen von Monteoliveto einen Teil ihres Grundstücks namens Carogioiello in Erbpacht erhielt, sodass er sein Anwesen bis an die Grenze der gleichnamigen, alten Straße ausdehnen konnte. 1585 kaufte der Markgraf einen weiteren, letzten Grundstücksteil von der Erzbruderschaft der Pilger (it.: Arciconfraternità dei Pelligrini), sodass das Gesamtgrundstück die Grenzen hatte, die es auch heute noch hat, also bis zur Via Senise, die definitiv die vierte Seite am Rande des Baukörpers bildet.

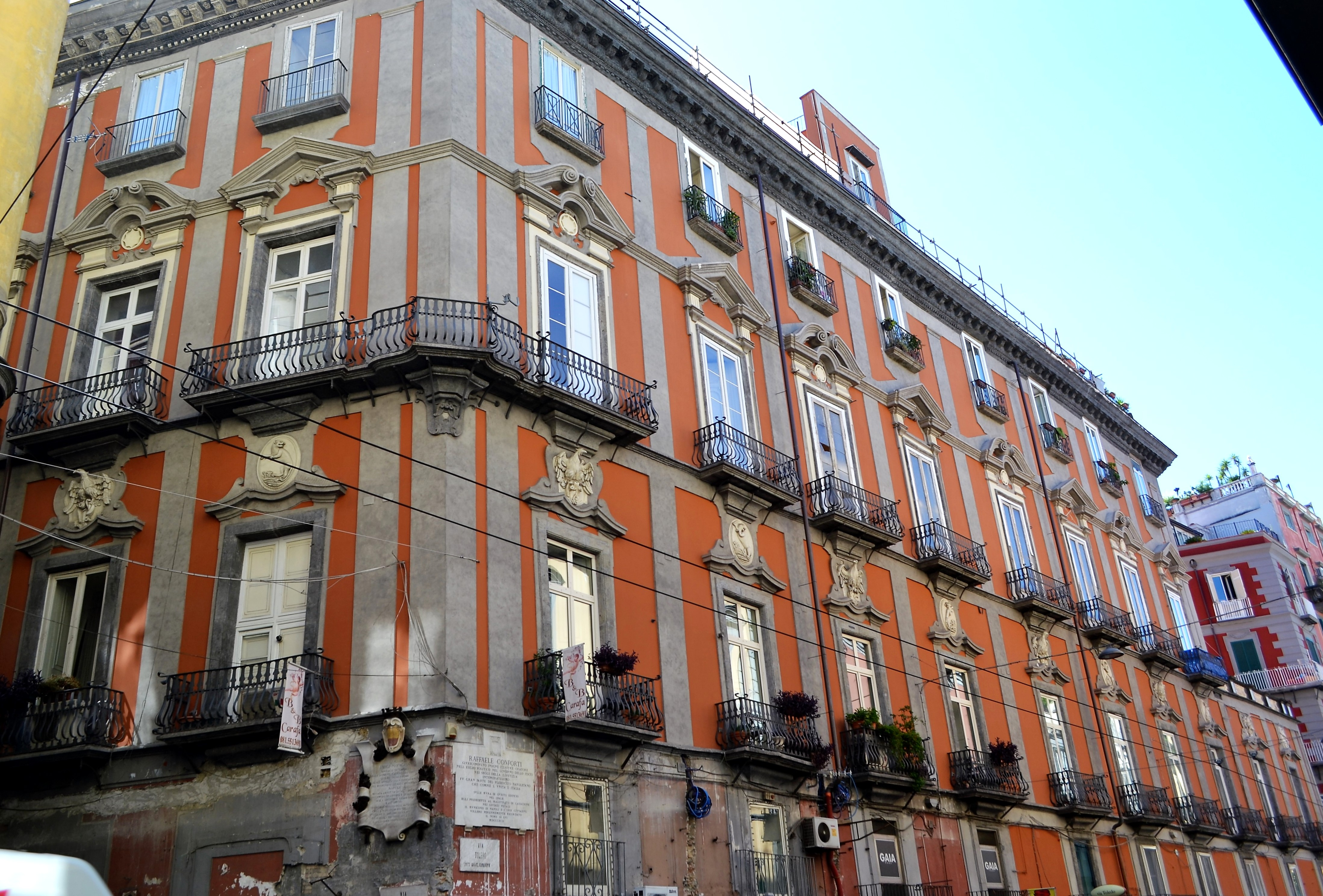
Fassade zur Via Toledo

Nach einer Zeit wechselnder Besitzer erwarb der flämische Bankier Gaspar Roomer das Anwesen in der ersten Hälfte des 17. Jahrhunderts; um 1650 fiel es an die Familie Carafa im Tausch gegen deren Landhaus in Barra, die Villa Bisignano. Am 11. Februar 1656 ersteigerte es also Diomede V. Carafa, Graf von Cerreto Sannita und Herzog von Maddaloni, der dann mit den Umbau- und Verschönerungsarbeiten den Architekten Cosimo Fanzago beauftragte.
Diese Arbeiten, die sich über das Jahr 1710 hinaus hinzogen, schlossen auch den Bau des Eingangsportal durch den Steinmetz Pietro Sanbarberio und die Innendekorationsarbeiten durch die Maler Domenico Gargiulo und Giacomo del Pò ein; letzterer hatte bereits Ende des 17. Jahrhunderts Francesco di Maria ersetzt. Die Arbeiten unter der Leitung von Fanzago umfassten den Bau der Vorhalle vor dem Eingang, die Erweiterung der Haupttreppe zu der Form, die sie heute noch hat, die Erweiterung des zweiten Stockwerks und den Aufbau des dritten Stockwerks. Dem folgten bemerkenswerte, strukturelle Arbeiten, wie die Verstärkung des Fundaments bis in über 17 Meter Tiefe, der Bau des großen Hauptportals und die Gestaltung der vier Außenfassaden, die Erweiterung der Sala Maddaloni mit dem Bau einer Loggia in Marmor und der äußeren Terrasse, der Umbau von Fenstern in Balkone, die Neugestaltung des früheren Bauwerks mit Putz und Stuck und schließlich der Wasseranschluss mit dem Acquedotto della Bolla.
Zwischen 1766 und 1770 wurden weitere Dekorationsarbeiten durchgeführt und weitere Räume des Palastes wurden von Fedele Fischetti mit Fresken versehen. Dieser bemalte auch das Gewölbe des Eingangs zum Innenhof.
Der Palast gehörte der Familie Carafa di Maddaloni bis zum 21. November 1806, als Diomede Marzio Pacecco Carafa, der mit Schulden überlastet war, das Anwesen verkaufen musste. So wurde es in verschiedene Teile aufgeteilt, für die mehrere Eigentümer aufeinander folgten. Neben dem Onkel von Marzio Carafa, Tommaso Caracciolo, Herzog von Columbrano, der zunächst den interessantesten Teil des Komplexes mit der Sala Maddaloni erhielt, waren die anderen neuen Eigentümer, die aufeinander folgten, erst der Herzog von Avellino und später, ab 1850, wurde dieser Teil zwischen dem Herzog Monaco di Arianello, dem Graf Garzilli, der Herzogin Caetani von Miranda, dem Herzog von Ottaiano, dem Kavalier Del Prato und dem Herzog von Catemario aufgeteilt.
Anfang des 19. Jahrhunderts wurden somit letzte Umbauarbeiten mit dem Bau der Nebentreppe für den Grafen Garzilli links des Innenhofes für den Zugang zu seiner Wohnung, den Bau eines gedeckten Ganges im dritten Stock und einem neuen Wasseranschluss mit dem Acquedotto del Carmignano eingeleitet.
In dem Palast hatte, wie eine Steintafel an der Ecke der Via Maddaloni und der Via Toledo bezeugt, der oberste Gerichtshof seinen Sitz, dessen bekanntes Mitglied Raffaele Conforti war. Eine weitere Steintafel bezeugt, dass zwischen 1901 und 1903 der Politiker und Bürgermeister von Neapel Luigi Miraglia, hier wohnte, während eine andere Steintafel aussagt, dass hier der Philologe und Literat Leopoldo Rodinò hier lebte und starb.
Der Palast wurde im Zweiten Weltkrieg durch zwei Bomben, die die Seite zur Via Tommaso Senise und den Innenhof trafen, stark beschädigt. Obwohl der gesamte Komplex durch das neue Gesetz zum Schutz des architektonischen und kulturellen Nationalerbes ab 1939 geschützt war, wurden die durch das Bombardement eingestürzten Gebäudeteile ohne Beachtung der Regeln der Restaurierung wiederaufgebaut. Letzte Schäden wurden 1980 durch das Erdbeben verursacht, die zu bedeutenden Restaurierungsarbeiten zwangen, die 1982 begannen und mehr als 30 Jahre dauerten.

## Beschreibung
Der Palast bedeckt einen ganzen Block zwischen zwei Straßen von bemerkenswerter Bedeutung, die seitlich des Gebäudes verlaufen, der Via Toledo und der Via Sant’Anna dei Lombardi, und zwischen zwei Gassen, die die beiden Hauptstraßen verbinden, der Via Tommaso Senise hinter dem Gebäude und der Via Maddaloni am Haupteingang. Das Gebäude hat einen unregelmäßigen Grundriss, was vorwiegend dem nach und nach erfolgten Kauf der Grundstücke und der damit verbundenen fraktionierten Errichtung des Gebäudes geschuldet ist. An der Fenstern der Fassaden sind Stuckverzierungen mit Medaillons angebracht, die Löwen und Adler zeigen; sie wurden direkt im Auftrag der Carafa angebracht, um deren Tugenden zu zeigen.

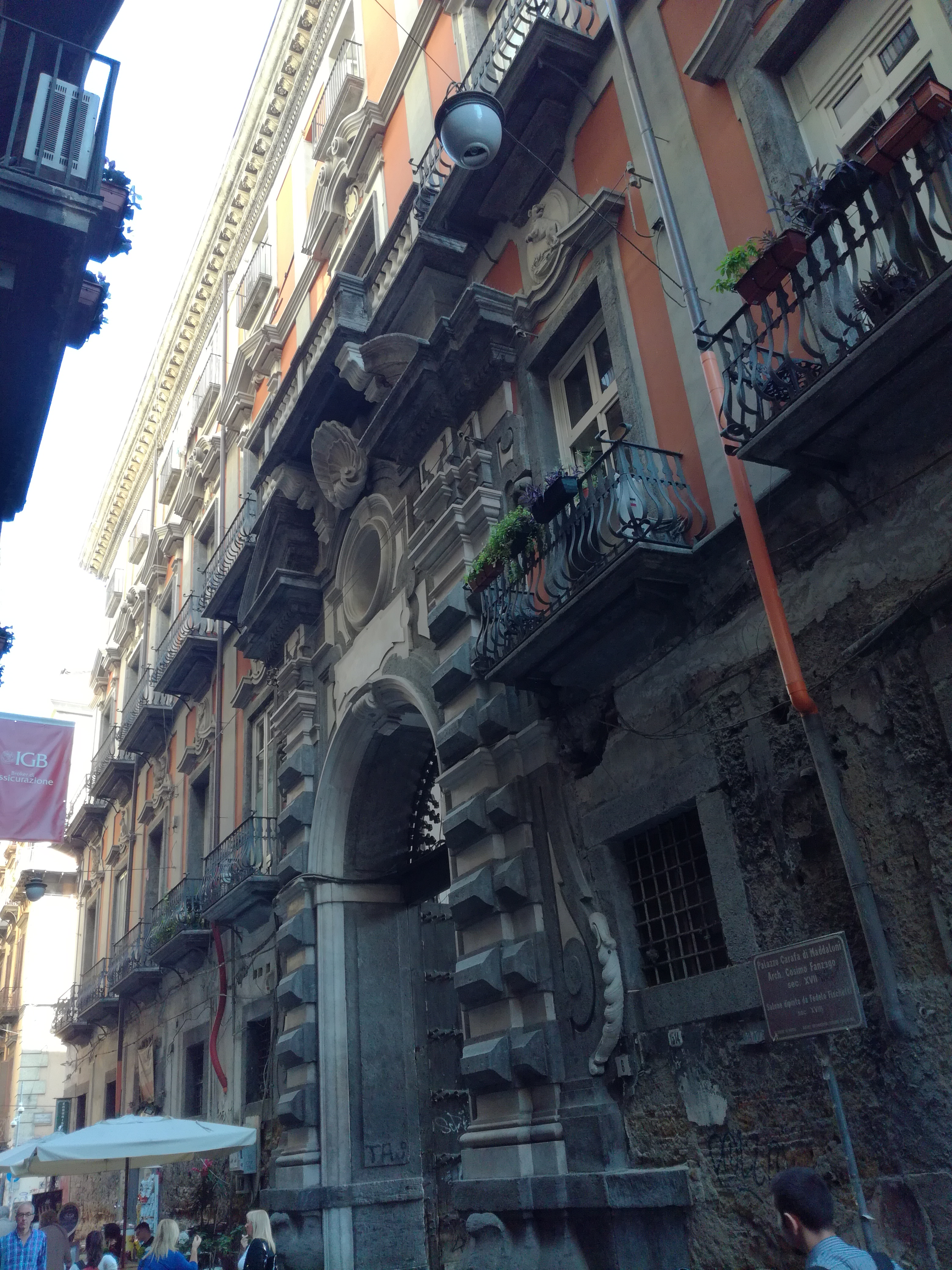
Ansicht des Eingangsportals von Cosimo Fanzago

Die Hauptfassade zur Via Maddaloni ist durch ein grandioses Portal in Marmor und Piperno gekennzeichnet, das als Modell für alle folgenden Portale des 18. Jahrhunderts fungierte. Dieses besteht aus einem Eingangsrundbogen mit einem Holzgitter aus dem 17. Jahrhundert; an den Seiten des Portals erstrecken sich toskanische Pilaster mit alternierenden Steinblöcken darüber, die auf geschwollenen Basen ruhen und auf halber Höhe durch ein Band unterbrochen sind, das die beiden Seiten des Eingangsbogens verbindet. Die Pilaster sind auf den Seiten durch Voluten ergänzt, die in Spitzen enden und über denen sich Gebälke befinden, die durch den skulpturalen Apparat in Kartuschen und durch eine hohle, runde Ädikula unterbrochen sind, in der sich die Büste von Diomede V. Carafa befindet. Die bühnenreife Inszenierung wird durch ein offenes Tympanon abgeschlossen, das den Balkon im ersten Obergeschoss berührt.
Der Eingang ist durch seine bemerkenswerte Höhe gekennzeichnet; er schließt auch das Zwischengeschoss mit ein; das Gewölbe wurde durch Fedele Fischetti mit Fresken versehen, während sich auf einer Seitenwand die Reste eines kleinen Marmorbrunnens befinden. Der Innenhof mit rechteckigem Grundriss besitzt auf seiner rechten Seite einen Treppenzug mit zwei Fenstern; an der Hinterwand befindet sich eine Vorhalle aus dem 17. Jahrhundert, die teilweise ihre Stuckdekoration verloren hat und die Eingriffe in Beton an den Fensterrahmen zeigt.

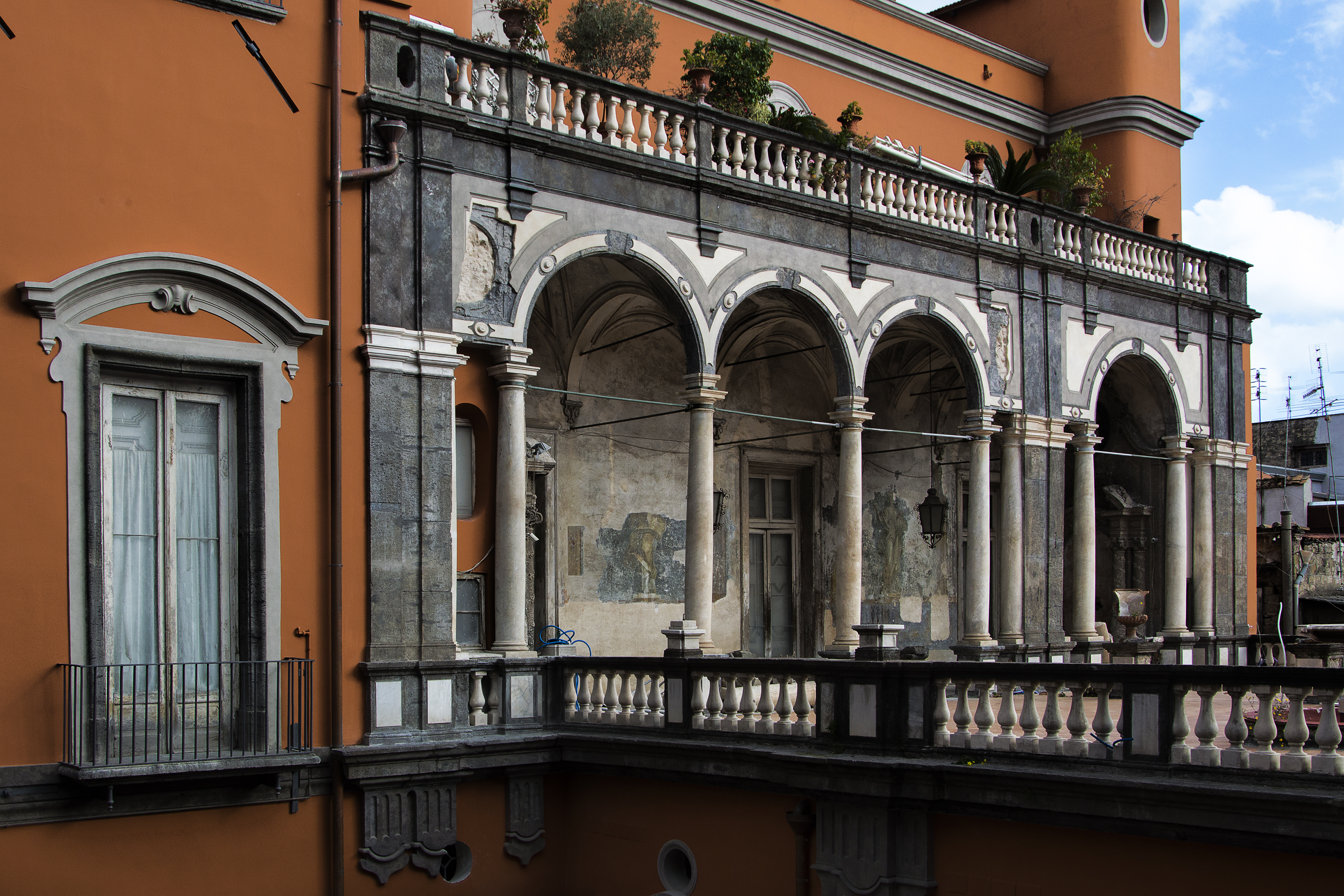
Loggia im ersten Obergeschoss (eine weitere Arbeit von Fanzago)

Im ersten Obergeschoss liegen verschiedene Säle, die heute geteilt sind, um Wohnungen zu schaffen. Die verschiedenen Räume sind von einigen der bedeutendsten Maler des Barock und Rokoko, wie Fedele Fischetti, Giacomo del Pò, Francesco Di Maria und Francesco De Mura, mit Fresken verziert worden. Zu den wichtigsten Sälen gehört die Sala Maddaloni, der in der ersten Hälfte des 17. Jahrhunderts ausgestaltet und als großer Ballsaal für Feste und Empfänge genutzt wurde; nach außen öffnet sich eine Loggia mit venezianischem Fenster toskanischer Ordnung in Marmor, geschlossen durch die Balustrade der oberen Terrasse, die beide von Fanzago stammen und in der zweiten Hälfte des 17. Jahrhunderts entstanden. Der Saal zeigt Trompe-l’œil-Fresken entlang der Wände und an der Basis des Gewölbes, die die „Geschichten des Triumphes von Adolf von Aragón“ zeigen; die Arbeiten wurden 1766–1770 von Giacomo del Pò begonnen und von Fedele Fischetti fertiggestellt. Sie verlaufen entlang des gesamten Umfangs; unter ihnen öffnen sich kleine Balkone mit falschen Geländern aus Holz. Den Raum nutzte Diomede V. Carafa als großen Kunstsaal, in dem größtenteils für Theateraufführungen, Tanz und Musikdarbietungen stattfanden: Hier traten Alessandro und Domenico Scarlatti, Giovanni Battista Pergolesi, Leonardo Leo und verschiedene weitere Komponisten auf. Giacomo Casanova erwähnt ihn in seinen „Erinnerungen“ als „sehr reiche Galerie“, während Tommaso Caracciolo detailliert die reichen Verzierungen in seinem Inneren in einem seiner Briefe aus dem Jahre 1811 beschrieb, nachdem er das Gebäude gekauft hatte. Ein weiterer Saal, in dem noch der vollständige Zyklus von Fischetti erhalten ist, ist die Sala della Scherma, während in der Sala Sferica (dt.: Runder Saal, aufgrund seiner Form), der sich an der Ecke zwischen der Via Tommaso Senise und der Via Toledo befindet und der an seiner Gewölbedecke einen Zyklus von Giacome del Pò enthielt, während des zweiten Weltkrieges definitiv zerstört wurde.
Weitere Räume des Gebäudes sind seit dem Beginn des 19. Jahrhunderts im Stile des Barocks, des Rokoko oder klassizistisch ausgestattet, während sich zur Via Tommaso Senise hin ein Korridor mit Arkaden öffnet, der aber derzeit durch verschiedene Anbauten geschlossen ist.